# Designmuseum Gent
Das Designmuseum Gent (Eigenschreibweise Design Museum Gent) ist das einzige belgische Museum, das über eine internationale Designsammlung verfügt. Das Museum im Zentrum von Gent besteht aus einem Herrenhaus aus dem 18. Jahrhundert und einem modernen Erweiterungsbau. Im Museum gibt es eine umfangreiche und maßgebende belgische Sammlung und auch internationale Meisterwerke. Das Spektrum der belgischen Sammlung reicht vom Jugendstil von Henry van de Velde bis zur heutigen Avantgarde.

## Geschichte

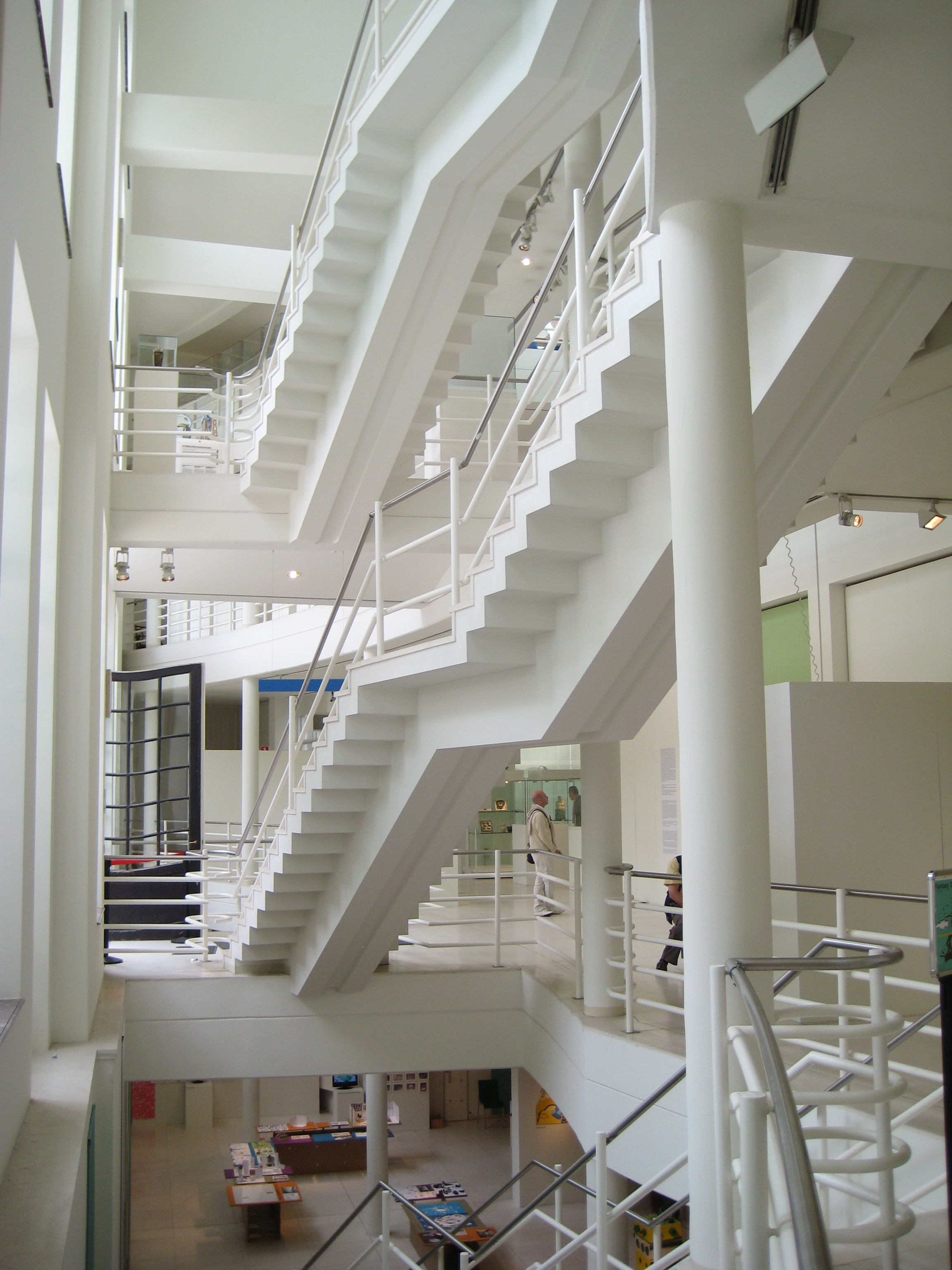
Treppen im Gebäude des Design Museums Gent (1992)

Das Museum hat seinen Ursprung in der Privatinitiative einer Gruppe von Industriellen und Kunstliebhabern, die sich 1903 im Kunstverein „Union des Arts Industriels et Décoratifs“ vereinigten und ein „Musée des Modèles“ gründeten. Die Sammlung setzte sich ursprünglich aus einigen Hunderten von erlesenen Möbeln zusammen, die mit umfangreichen Teilsammlungen aus Keramik, Kupfer und Bronze, Möbelstücken und einer großen Textilsammlung ergänzt wurde. Diese Objekte wurden in der Genter Stadtakademie in der Sint-Margrietstraße untergebracht.
Wegen Ankäufen in unterschiedlichen Pavillons auf der Genter Weltausstellung im Jahre 1913 und einer Erweiterung der Sammlung mit Jugendstil, asiatischen Objekten, Textil und französischem Art déco wurde eine neue Unterkunft gesucht. Das Museum wurde 1922 im Hotel de Coninck, der Stadtresidenz der gleichnamigen Familie aus dem achtzehnten Jahrhundert an der Jan Breydelstraße, eröffnet. Im alten Hotel konnten sowohl die feste Sammlung als auch Sonderausstellungen gezeigt werden. 1958 wurde das Museum integral von der Stadt Gent übernommen, die das Museum wegen Restaurierungsarbeiten zwischen 1958 und 1973 schloss. Nach der Wiedereröffnung wurde an einem Erweiterungsplan gearbeitet, der 1992 zur Eröffnung eines neuen Flügels führte, der auf zwei Etagen eine Auswahl von Objekten der Sammlung des modernen und gegenwärtigen Designs und der wechselnden Sonderausstellungen beherbergt. Im zentralen Raum des Neubaus befindet sich eine mobile Plattform, die sich mithilfe eines hydraulischen Getriebes in die Höhe bzw. Tiefe verstellen lässt und auf diese Weise die Raumeinteilung je nach Bedarf anpassen lässt.

## Sammlung
Die Sammlung hat sich im Laufe der Jahre geändert. Moderne und gegenwärtige Stilrichtungen von 1860 bis heute ergänzten die angewandte Kunst des 17./18. Jahrhunderts. Die Objekte, die vor 1860 angefertigt wurden, legen den Grundstein für das moderne Design von heute. Das „Designmuseum Gent“ definiert Design im weiteren Sinne. Für die Auswahl der Sammlung sollen Designprodukte einige besondere Kriterien erfüllen: Sie sollen zeitgenössisch, innovativ (in Form, Funktion, Material oder Fertigungstechnik), ergonomisch, nachhaltig und ästhetisch relevant sind. Nach diesem Muster werden sowohl Unikate als auch ganze Serien ausgewählt. Die neuen Sammlungen und Ausstellungen fokussieren hauptsächlich auf Design aus dem 20. Jahrhundert und von heute.

### Erweiterung der Sammlung
In der ersten Phase von 1903 bis 1930 verfügte das Museum über eine Sammlung und eine Bibliothek, die zusammen ein „Musée des Modèles“ bilden. Diese bot eine Vielfalt von Möbeln aus der Periode 1600–1800 und einigen Teilsammlungen mit Jugendstil-, Textil- oder französischen Art déco Objekten und Asiatika. Im Zeitraum von 1930 bis 1974 kamen nur wenige Objekte hinzu, weil das Museum zwischen 1958 und 1973 geschlossen war. Zwischen 1974 und 2013 wurde die internationale Designsammlung um verschiedene Ankäufe und Schenkungen erweitert. Ab 1977 erwarb der Konservator (später Direktor) Lieven Daenens belgische Jugendstilsammlungen von Henry van de Velde, Victor Horta und Paul Hankar. 1987 vererbte der Innen- und Möbeldesigner Pieter De Bruyne dem Museum sein Archiv sowie seine umfangreiche Bibliothek und diverse Möbel. Im selben Jahr vermachte der Sammler N.F. Havermans dem Museum seine umfassende Sammlung von Jugendstil- und Art-déco-Glas, Keramik und Silber. Die Sammlung wurde von 1980 bis 2000 um Werke von nationalen und internationalen Designern erweitert, zu denen das radikale italienische Design des Designerkollektivs Alchimia und Memphis (u. a. Alessandro Mendini oder Ettore Sottsass) gehört. Seit 2013 setzt die neue Direktorin Katrien Laporte auf eine erhebliche Ergänzung und Erweiterung der belgischen Designsammlung (Objekte ab 1970).

### Profil der Sammlung
Seit 1975 ist die Sammlung auf etwa 200.000 Objekte angewachsen. Sie umfasst angewandte Kunst und Design von 1450 bis heute und ist sowohl regional, national als auch international sehr vielseitig. Dabei ist die Sammlung jedoch in sich stimmig, sie ist die einzige in Belgien, die ein zusammenhängendes Bild vom führenden Design seit dem Jugendstil zeigt. Außerdem beherbergt sie einige besondere Designklassiker des nationalen und internationalen Designs. Die gesonderte historische Teilsammlung (1450–1900) im Herrenhaus zeigt ein ansehnliches Spektrum von Möbeln aus dem 18. Jahrhundert. Die Sammlung zum Protodesign ab 1860 ist der Übergang zur modernen Designsammlung im Anbau des Gebäudes, die größtenteils westeuropäisches Design umfasst mit Fokus auf Belgien, den Niederlanden, Frankreich, Skandinavien und Italien. Die Sammlung fokussiert insbesondere auf die Gestaltung von Innenräumen, von der Privatwohnung bis zum Büro.
- Das Protodesign: Das Museum verfügt über eine kleine Objektsammlung, die von Christopher Dresser entworfen wurde. Die Möbel der Wiener Möbelfirmen Thonet und Kohn gelten als Vorreiter des modernen Designs.
- Jugendstil: Das Designmuseum wird international für seine belgische Jugendstilsammlung anerkannt, die sich unter anderem aus Objekten von Victor Horta, Henry van de Velde und Alfred William Finch zusammensetzt.
- Art déco: Neben französischen Glaswaren, beispielsweise von Maurice Marinot und Kupfervasen werden auch keramische Vasen und das Geschirr, unter anderem von Georg Jensen, ausgestellt. Die Art-déco-Sammlung umfasst zudem die Möbelsammlung des Genter Architekten Albert Van Huffel, der auch die bekannte Nationalbasilika des Heiligen Herzens in Brüssel entworfen hat oder das Kaffeeservice „Gioconda“, das Philippe Wolfers 1925 anlässlich der Pariser Ausstellung „Exposition internationale des Arts Décoratifs et industriels modernes“ entwarf.
- Modernismus: Diese Designrichting ist beispielsweise durch Le Corbusier, Alvar Aalto, Marcel Breuer, Poul Henningsen und Wilhelm Wagenfeld oder weniger bekannte flämische Designarchitekten vertreten.

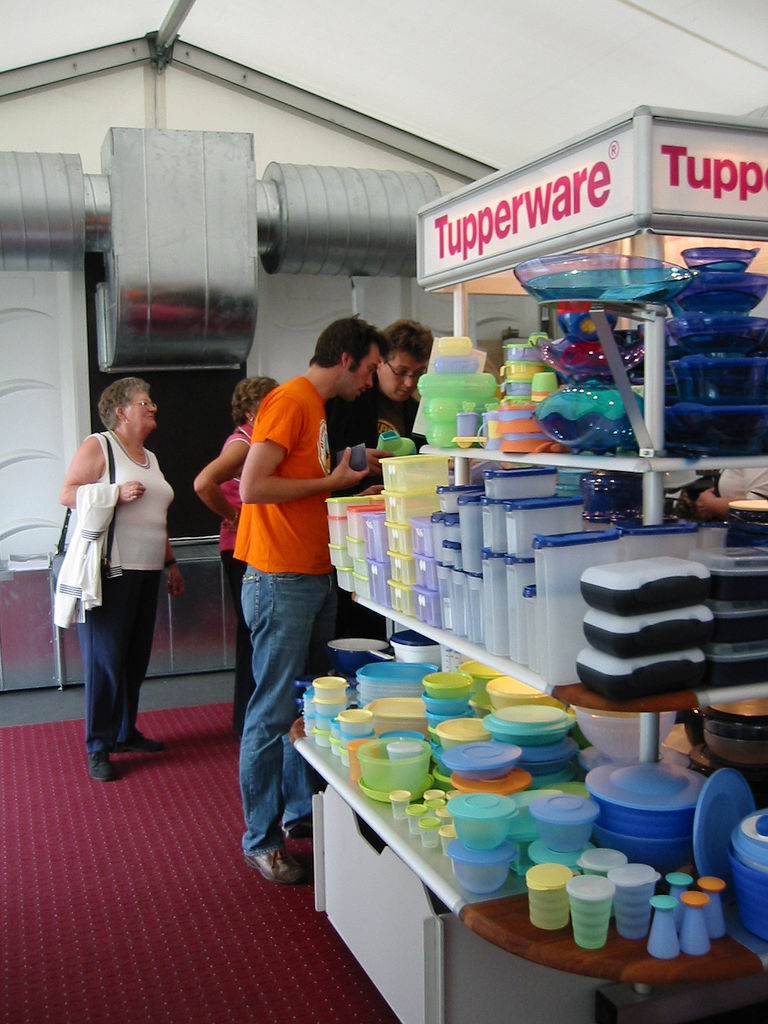
Tupperware

- Organic Design: Die Sammlung enthält eine Auswahl von Werken in modernem Design aus den Jahren 1945 bis 1965, mit Möbeln belgischer, amerikanischer oder skandinavischer Designer wie beispielsweise Florence Knoll, Arne Jacobsen, Hans Wegner oder Verner Panton. Die Niederlande und Skandinavien sind unter anderem mit Objekten der „Leerdam Glasfabrieken“ (Andries Dirk Copier), von Orrefors (Sven Palmqvist), Venini und Iittala (Tapio Wirkkala) vertreten. Designs von Henning Koppel (Georg Jensen), Carlo Scarpa (Cleto Munari) und Lino Sabbatini (Christofle) sind als Tafelsilber zu sehen. Zudem werden Objekte des Unternehmens Tupperware ausgestellt.
- Antidesign: Das Museum besitzt eine umfangreiche Sammlung der italienischen Antidesign-Kollektive Studio Alchimia und Memphis mit Ettore Sottsass, Alessandro Mendini, Michele de Lucchi oder Matteo Thun.
- Postmodernismus: Das erste postmoderne Möbelstück, der Schrank Chantilly von 1975 nach dem Entwurf von Pieter De Bruyne. Weitere Werke sind von Michael Graves, Bořek Šípek, Richard Meier, Hans Hollein und Aldo Rossi.
- Internationales Design: Werke von Designern wie Hella Jongerius, Peter Opsvik, Marc Newson, Philippe Starck und Marcel Wanders.
- Zeitgenössisches belgisches Design: Das „Designmuseum Gent“ beherbergt eine große Auswahl an Werken von zeitgenössischen belgischen Designern. Darunter Keramik- und Glasobjekte sowie Silberbesteck unter anderem von Nedda El-Asmar. Zudem sind in der Ausstellung neben Koffern von Samsonite und Hedgren und Kipling Werke von belgischen Jungkünstlern zu sehen.

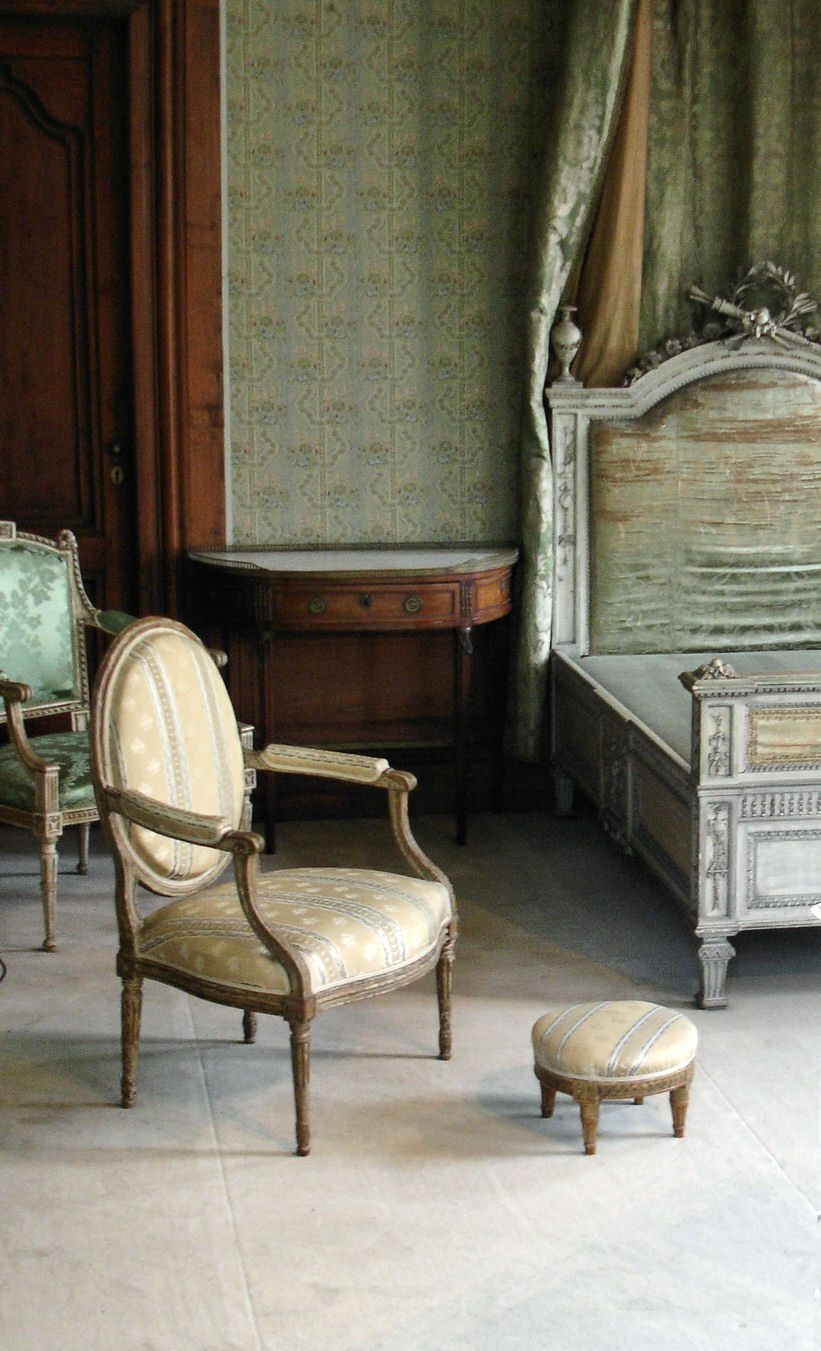
Sierkamer des Hotel de Coninck

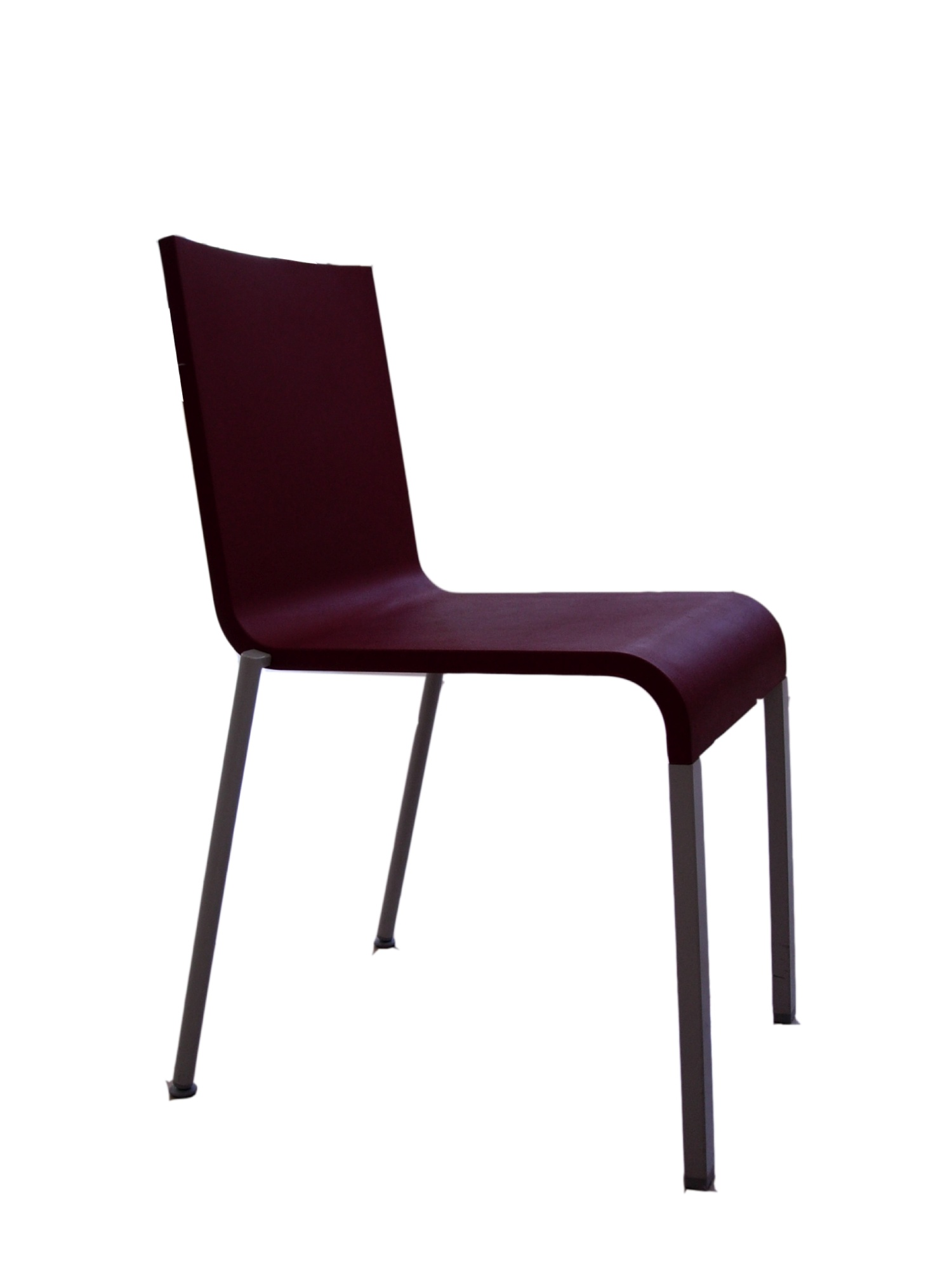
.03 van Maarten Van Severen

## Ausstellungen
2010
- Richard Hutten
- The Scandinavian Touch in Belgian Furniture – 1951–1966
- Transit Cases – Stoelen uit Mexico
- De best verzorgde boeken – Plantin Moretusprijs 2010
- De stille kracht van thee
- Piet(er) Stockmans – Een meesterlijk dilemma. Design in porselein
- Super Normal – Sensations of the ordinary
- Nilton Cunha – Good Luck!
- De stoel .03 van Maarten Van Severen – De geboorte van een designicoon
- Art nouveau en art deco uit Nederland – Een selectie uit de collecties van het Drents Museum in Assen

2011
- Fantasy Design
- L'Objet Sublime – Franse keramiek 1875–1945
- De Best Vormgegeven Boeken 2011
- Esprit Porcelaine – Hedendaags porselein uit Limoges
- Die Essenz der Dinge – Design en de Kunst van het Vereenvoudigen
- Johanna Dahm – Ringen
- Kaj Franck – Fins designicoon
- Coca-Cola: 125 jaar design

2012
- Dirk Wynants – Design Works?
- Eeuwige lente – Barbara Nanning
- Tafelgesprekken – Tussen Sofie Lachaert en Sergio Herman
- De Best Vormgegeven Boeken 2012
- Pieter De Bruyne (1931–1987) – Pionier van het postmoderne
- Destrøy/Design – Een selectie uit de collectie van Frac Nord-Pas de Calais
- Shiro Kuramata (1934–1991) – Revolutionair Japans designer
- Schoonhoven Silver Award 2012

2013
- D.E.S.I.G.N.
- Architecten en zilver
- Peter De Greef (1901–1985)
- Peter Behrens (1868–1940)

2014
- Gelinkt: de collectie netwerkt
- Seguso Vetri d’Arte (1932–1973)
- Brilliant by Design
- Dyson Design
- Finn Juhl, een Deens designicoon
- No Design to Waste

2015
- Kunststof natuurlijk
- Lightopia
- Provinciale Prijs voor Vormgeving 2014
- Van Vlinders en Mieren
- Natuurlijk, Jong!
- De Invasie toont
- Sanny Winters – Gent Xtra Bold
- 7 cool architects
- Maarten Van Severen & Co. Over ontwerpers, kunstenaars & makers
- Design Derby BE/NL 1815–2015